# Joseph Schacht
Joseph Franz Schacht, född 15 mars 1902 i Ratibor i Schlesien, död 1 augusti 1969 i Englewood i New Jersey, var en tysk-amerikansk professor i arabiska och i islam vid Columbia University i New York.  Han forskade inom islamisk rätt; hans bok Origins of Muhammadan Jurisprudence (1950) ses fortfarande som ett betydande verk inom forskningsområdet. Schacht har skrivit många artiklar i olika upplagor av Encyclopaedia of Islam. Schacht har även redigerat The Legacy of Islam på uppdrag från förlaget Oxford University Press. Schacht skrev An Introduction to Islamic Law (1964).